# Magid Mohamed
Magid Mohamed (Kartúm, Szudán, 1985. október 1. –) szudáni származású katari labdarúgó, az El-Dzsais csatára. Az El-Dzsais előtt az asz-Szaddban játszott, a katari labdarúgó-válogatott alapembere.